# Mièges
Mièges – miejscowość i gmina we Francji, w regionie Burgundia-Franche-Comté, w departamencie Jura. W 2013 roku populacja gminy wynosiła 85 mieszkańców. 
1 stycznia 2016 roku połączono trzy wcześniejsze gminy: Mièges, Esserval-Combe oraz Molpré. Siedzibą gminy została miejscowość Mièges, a nowa gmina przyjęła jej nazwę. 